# Костел Відвідання Єлизавети Пресвятою Дівою Марією (Нова Гута)
Костел Відвідання Єлизавети Пресвятою Дівою Марією в Новій Гуті — римсько-католицька церква в селі Новій Гуті Тернопільської области України.

## Відомості
- 1880 — збудовано філіальну дерев'яну каплицю.
- 1925 — засновано парафію.
- 1932 — з ініціативи о. Владислава Павського та за кошти парафіян каплицю перебудовано на костел, який освятили 1933 року.

У радянський період зачинений владою. У 1988 р. став власністю православної громади, від 1988 — належить греко-католикам.

## Настоятелі
- о. Владислав Павський.